# بلومفيلد (نيويورك)
بلومفيلد (بالإنجليزية: Bloomfield, New York)‏ هي منطقة سكنية تقع في الولايات المتحدة في مقاطعة أونتاريو، نيويورك. يقدر عدد سكانها بـ 1,361 نسمة ومساحتها 3.6 كم2 وترتفع عن سطح البحر 267 متر.

## التركيبة السكانية
حدّد مكتب تعداد الولايات المتحدة بيانات التركيبة السكانية لبلومفيلد في تعداد الولايات المتحدة. في ما يلي، التركيبة السكانية حسب تعدادي 2000 و2010.

### تعداد عام 2000
بلغ عدد سكان بلومفيلد 1,267 نسمة بحسب تعداد عام 2000، وبلغ عدد الأسر 474 أسرة وعدد العائلات 346 عائلة مقيمة في القرية. في حين سجلت الكثافة السكانية 348.1 نسمة لكل كيلومتر مربع (901.6/ميل2). وبلغ عدد الوحدات السكنية 497 وحدة بمتوسط كثافة قدره 136.5 لكل كيلومتر مربع (353.5/ميل2).
وتوزع التركيب العرقي للقرية بنسبة 97.95% من البيض و0.95% من الأمريكيين الأفارقة و0.16% من الأمريكيين الأصليين و0.08% من سكان جزر المحيط الهادئ و0.32% من الأعراق الأخرى و0.55% من عرقين مختلطين أو أكثر و1.03% من الهسبانيون أو اللاتينيون من أي عرق.
بلغ عدد الأسر 474 أسرة كانت نسبة 38.2% منها لديها أطفال تحت سن الثامنة عشر تعيش معهم، وبلغت نسبة الأزواج القاطنين مع بعضهم البعض 57.6% من أصل المجموع الكلي للأسر، ونسبة 11.6% من الأسر كان لديها معيلات من الإناث دون وجود شريك، بينما كانت نسبة 3.8% من الأسر لديها معيلون من الذكور دون وجود شريكة وكانت نسبة 27% من غير العائلات. تألفت نسبة 19.8% من أصل جميع الأسر من عدة أفراد يعيشون في نفس المنزل ونسبة 6.5% كانت تتألف من شخص يعيش بمفرده يبلغ من العمر 65 عاماً أو أكثر. وبلغ متوسط حجم الأسرة المعيشية 2.62، أما متوسط حجم العائلات فبلغ 3.00.
بلغ العمر الوسطي للسكان 35.7 عاماً. وكانت نسبة 26.4% من القاطنين تحت سن الثامنة عشر، وكانت نسبة 7.7% بين الثامنة عشر والرابعة والعشرين عاماً، ونسبة 31.1% كانت واقعةً في الفئة العمرية ما بين الخامسة والعشرين والرابعة والأربعين عاماً، ونسبة 22.1% كانت ما بين الخامسة والأربعين والرابعة والستين، ونسبة 10.5% كانت ضمن فئة الخامسة والستين عاماً فما فوق. يوجد لكل 100 أنثى 92.8 ذكر، ويوجد لكل 100 أنثى في الثامنة عشر من عمرها فما فوق 91.3 ذكر.
بلغ متوسط دخل الأسرة في القرية 47,663 دولارًا، أما متوسط دخل العائلة فبلغ 53,977 دولارًا. وكان متوسط دخل الذكور 35,197 دولارًا مقابل 24,485 دولارًا للإناث. وسجل دخل الفرد الخاص بالقرية 23,669 دولارًا. وكانت نسبة 3% من العائلات ونسبة 4.1% من السكان تحت خط الفقر، وكان من هؤلاء نسبة 3.6% تحت سن الثامنة عشر ونسبة 1.4% في الخامسة والستين من العمر وما فوق.

### تعداد عام 2010
بلغ عدد سكان بلومفيلد 1,361 نسمة بحسب تعداد عام 2010، وبلغ عدد الأسر 551 أسرة وعدد العائلات 370 عائلة مقيمة في القرية. في حين سجلت الكثافة السكانية 373.9 نسمة لكل كيلومتر مربع (968.4/ميل2). وبلغ عدد الوحدات السكنية 589 وحدة بمتوسط كثافة قدره 161.8 لكل كيلومتر مربع (419.1/ميل2).
وتوزع التركيب العرقي للقرية بنسبة 95.59% من البيض و0.96% من الأمريكيين الأفارقة و1.03% من الأمريكيين الأصليين و0.22% من الأمريكيين ذوي الأصول الآسيوية و0.22% من الأعراق الأخرى و1.98% من عرقين مختلطين أو أكثر و2.06% من الهسبانيون أو اللاتينيون من أي عرق.
بلغ عدد الأسر 551 أسرة كانت نسبة 33.2% منها لديها أطفال تحت سن الثامنة عشر تعيش معهم، وبلغت نسبة الأزواج القاطنين مع بعضهم البعض 50.1% من أصل المجموع الكلي للأسر، ونسبة 12% من الأسر كان لديها معيلات من الإناث دون وجود شريك، بينما كانت نسبة 5.1% من الأسر لديها معيلون من الذكور دون وجود شريكة وكانت نسبة 32.8% من غير العائلات. تألفت نسبة 26% من أصل جميع الأسر من عدة أفراد يعيشون في نفس المنزل ونسبة 9.1% كانت تتألف من شخص يعيش بمفرده يبلغ من العمر 65 عاماً أو أكثر. وبلغ متوسط حجم الأسرة المعيشية 2.44، أما متوسط حجم العائلات فبلغ 2.92.
بلغ العمر الوسطي للسكان 40.3 عاماً. وكانت نسبة 23.3% من القاطنين تحت سن الثامنة عشر، وكانت نسبة 10.4% بين الثامنة عشر والرابعة والعشرين عاماً، ونسبة 22.7% كانت واقعةً في الفئة العمرية ما بين الخامسة والعشرين والرابعة والأربعين عاماً، ونسبة 29.9% كانت ما بين الخامسة والأربعين والرابعة والستين، ونسبة 13.7% كانت ضمن فئة الخامسة والستين عاماً فما فوق. وتوزع التركيب الجنسي للسكان بنسبة 47.1% ذكور و52.9% إناث.